# Newe Teutsche Liedlein
Newe Teutsche Liedlein är en koralbok tryckt 1568 i Nürnberg med verk av en kapellmästare i Dresden, Antonio Scandello. Enligt 1921 års koralbok med 1819 års psalmer härstammar härur melodin till psalmerna nr 131 och 267. Melodin fanns i tryck i Sverige första gången 1616 i koral med okänd titel. Den användes i 1697 års koralbok till psalm nr 110.

## Psalmer
- Lobet den Herrn denn er ist sehr freundlich
  - Lofsiunger Herran, lofsiunger Herran (1695 nr 110)
  - Helige Ande, sanningens Ande (1819 nr 131, 1986 nr 365)
  - Lovsjungen Herren, som i det höga (1819 nr 267, 1937 nr 7) Ny melodi 1937. Finns på Wikisource.